# Julio Iglesias
Julio José Iglesias de la Cueva (Madrid, Španjolska, 23. rujna 1943.), poznatiji kao Julio Iglesias, je španjolski pjevač koji je do danas objavio 77 albuma i prodao preko 300 milijuna nosača zvuka širom svijeta. Prema glazbenoj kompaniji Sony Music Entertainment, jedan je od 10 komercijalno najuspješnijih glazbenih umjetnika u povijesti. Dok je međunarodnu slavu postigao 1970-ih i 1980-ih kao izvođač romantičnih balada, uspjeh je kasnije nastavio i drugim muzičkim izrazima.

## Mladost
Rođen je u Madridu, kao najstariji sin Dr. Julija Iglesiasa Puge i Marije del Rosario de la Cueva y Perignat. Obitelj Iglesiasovog oca bila je iz Galicije, dok njegova majka, iz Židovske obitelji, vuče porijeklo iz Andaluzije, Portorika i Kube. Ima mlađeg brata Carlosa.
1960-ih, studirao je u Madridu pravo i bio golman u jednoj od momčadi Real Madrida. Nogometnu je karijeru morao prekinuti 1963. radi prometne nesreće. Liječnici su smatrali da neće više hodati, ali premda i danas prima terapiju, nakon tri godine potpuno se oporavio. Tijekom oporavka, da bi vježbao pokretljivost ruku, počinje svirati gitaru. Kasnije nastavlja akademske studije i putuje u Veliku Britaniju radi učenja engleskog jezika, isprva u Ramsgateu, potom u Bell Educational Trust's Language School u Cambridgeu.

## Karijera
Godine 1968., pobijedio je s pjesmom "La vida sigue igual" na festivalu Festival Internacional de la Canción de Benidorm, iz istomenog filma o njegovom vlastitom životu, nakon čega je potpisao
ugovor s Discos Columbia, španjolskom podružnicom Columbia Recordsa. S pjesmom "Gwendolyne", predstavljao je Španjolsku na Euroviziji 1970., plasiravši se četvrti nakon sjevernoirske pjevačice Dane i predstavnice Welsa Mary Hopkin. Ubrzo potom s pjesmom "Un Canto A Galicia" postiže prvo mjesto na top listama u mnogim europskim zemljama, singl koji se samo u Njemačkoj prodao u milijun primjeraka. 1975., postiže uspjeh u Italiji pjesmom na talijanskom jeziku "Se mi lasci non vale" ("If You Leave Me, It Can't Be"). Iz tog perioda ističu se albumi A Flor de Piel (1974., s europskim hitom "Manuela"), "El Amor" (1975.), i "Soy" (1978.). Pjevao je također i na francuskom, jedna od poznatih pjesama je "Je n'ai pas changé".
Nakon poništenja svog braka s Isabel Preysler 1979., preselio se u Miami, u Sjedinjenim Državama, potpisao ugovor s CBS-om, i započeo pjevati i na drugim jezicima: engleskom, portugalskom, i njemačkom. Godine 1981. objavio je album De Niña a Mujer, s kojeg dolazi njegov prvi hit u Engleskoj, španjolska obrada pjesme "Begin the Beguine" koja je postala broj 1 u Velikoj Britaniji. Godine 1984., izdao je album 1100 Bel Air Place kojim stječe status svjetske zvijezde. Samo u SAD-u prodan je u 4 milijuna primjeraka, te je prvi singl, duet s Williejem Nelsonom "To All the Girls I've Loved Before", postigao peto mjesto na Billboard Hot 100. S istog je albuma i singl "All of You", duet s Dianom Ross.
Godine 1988. osvojio je Grammy za najbolji latinski pop album Un Hombre Solo (1987.), a iste je godine snimio i duet sa Stevijem Wonderom "My Love", objavljen na albumu Non Stop. 1990-ih, vratio se svojoj izvornoj španjolskoj melodiji albumom Tango (1996.), nominiranom za Grammy za najbolji latinski pop album 1998., ali nagrada je otišla albumu Romances, meksičkog pjevača Luisa Miguela. Iste godine, njegov najmlađi sin iz prvog braka, Enrique Iglesias, također je nominiran za svoj album Vivir. Kasnije iste godine u Monacu je osvojio  World Music Award za album Tango, gdje je po drugi puta bio u konkurenciji s Luisom Miguelom i svojim sinom Enriqueom. Godine 1995., gostovao je u glazbenom videu pjesme "Amandote" meksičke pjevačice Thalíje, dok je ona nastupila u Iglesiasovom videu za pjesmu "Baila Morena". 2003. je objavio album Divorcio, koji se prvih dana prodao u rekordnih 350 000 primjeraka u Španjolskoj i postigao prva mjesta na top listama u Španjolskoj, Portugalu, Francuskoj, Italiji, i Rusiji. 
Godina 2003. i 2004., bio je na desetomjesečnoj svjetskoj turneji, te je na valu uspjeha albuma Divorcio obišao Europu, Aziju. Sjevernu i Južnu Ameriku i Afriku. Većina koncerata bila je rasprodana u samo nekoliko dana. Prosinca 2004., zajedno sa svojom nizozemskom djevojkom Mirandom Rijnsburger snimio je duet božićne pjesme "Tiha noć". Snimka je bila objavljena na Iglesiasovoj službenoj stranici.
Rujna 2006., objavljen je novi album na engleskom jeziku Romantic Classics. U omotu albuma, koji je izbacio hitove "I Want To Know What Love Is", "Careless Whisper", i "Right Here Waiting", Iglesias kaže: "Odabrao sam pjesme iz 1960-ih, 1970-ih i 1980-ih za koje vjerujem da će se smatrati novim standardima." Romantic Classics bio je najbolji Iglesiasov debi na top listama, s 31. mjestom u Sjedinjenim Državama, 21. u Kanadi, 10. u Australiji i prvim mjestima u Europi i Aziji. U tonski studio se vratio radi snimanja pjesama na filipinskom i indonezijskom jeziku za azijska izdanja Romantic Classicsa, koja su postigla rekordne prodaje u azijskoj industriji zabave. Radi promocije tog albuma nastupio je i u brojnim tv emisijama u svijetu i u SAD-u: kao Dancing With The Stars (s izvedbom pjesme "I Want To Know What Love Is"), Good Morning America, The View, Fox and Friends, i Martha Stewart.
Godine 2010., bio je na svjetskoj turneji "Starry Night World Tour". Prema službenoj stranici (www.julioiglesias.com), do 2010. je prodao više od 300 milijuna albuma. Za 2011. je najavljen novi album, nazvan Numero 1.

## Osobni život
Godine 1971., oženio se filipinskom novinarkom Isabel Preysler s kojom je imao troje djece, Chabeli Iglesias, Julio Iglesias Jr. i Enrique Iglesias. Njihov je brak poništen 1979.
Godine 1985., njegov otac, Julio Iglesias, Sr, bio je otet ali je pronađen živ nekoliko dana kasnije, što ga je potaklo da svoju djecu preseli u Miami. Kada je Iglesias imao 61 godinu, njegov tada 89-godišnji otac, iz svog drugog braka s afroamerikankom Ronnom Keitt ponovo je dobio djecu: polubrat Jaime rođen je 18. svibnja 2004., a polusestra Ruth 26. srpnja 2006.
24. kolovoza 2010., nakon 20- godišnje veze vjenčao se s Mirandom Rijnsburger. Par ima tri sina i kćeri blizanke: Miguel (rođen 7. rujna 1997.), Rodrigo (rođen 3. travnja 1999.), Victoria i Cristina (rođene 1. svibnja 2001.) i Guillermo (rođen 5. svibnja 2007.).
Iglesias ima investicije u Punta Cani, turističkom središtu na istoku Dominikanske Republike gdje, ako nije na turneji, provodi veći dio godine. Njegova kuća na jugu Floride, na ekskluzivnom privatnom otoku Indian Creek Island, 2006. je stavljena na prodaju za 28 milijuna dolara, što je prema Forbesu, bila "jedna od deset najskupljih kuća na jugu."

## Diskografija
Studijski, live, i glavni kompilacijski albumi
| - 1969. Yo Canto - 1972. Por una mujer - 1972. Un Canto a Galicia - 1973. Soy - 1974. A Flor de Piel - 1975. El Amor - 1975. A Mexico - 1976. En El Olympia - 1976. Ein Weihnachtsabend Mit Julio Iglesias - 1976. America - 1977. A mis 33 años - 1978. Da "Manuela" A "Pensami" - 1978. As Vezes Tu, As Vezes Eu - 1978. Aimer La Vie - 1978. Emociones - 1979. Innamorarsi alla mia eta - 1979. A vous les femmes - 1980. Sentimental - 1980. Amanti - 1980. Hey! - 1981. Zartlichkeiten - 1981. Minhas cancoes preferidas - 1981. Fidèle | - 1981. De niña a mujer - 1982. Et l'amour crea la femme - 1982. Momentos - 1983. En Concierto - 1984. 1100 Bel Air Place - 1985. Libra - 1987. Tutto l'amore che ti manca - 1987. Un Hombre Solo - 1988. Non Stop - 1989. Raices - 1990. Starry Night - 1992. Calor - 1994. Crazy - 1995. La Carretera - 1996. Tango - 2000. Noche De Cuatro Lunas - 2003. Divorcio - 2005. L'homme Que Je Suis - 2006. Romantic Classics - 2007. Quelque Chose De France - 2010. Nathalie-The best of Julio Iglesias - 2010. Original album classic - 2010. The Essential: Julio Iglesias |

## Vanjske poveznice
- Službena stranica julioiglesias.com